# 사노시
사노시(일본어: 佐野市)은 일본 도치기현 남서부에 있는 시이다.
최근에는 사노 라멘과 아울렛 몰로 유명하다.

## 지리
간토평야 북부에 위치한다. 중부에는 아시오 산지의 산들이 펼쳐져 있다.

### 인접한 자치체
- 도치기현
  - 가누마시
  - 도치기시
  - 시모쓰가군
    - 이와후네정
    - 후지오카정

  - 아시카가시
- 군마현
  - 기류시
  - 다테바야시시
  - 미도리시
  - 오라군
    - 이타쿠라정

## 역사
- 1943년 4월 1일 - 아소군 사노정, 이누부시정, 호리고메정, 우에노촌, 사카이촌, 하타가와촌이 합병해 사노시가 설립하였다.
- 1955년 1월 1일 - 아시카가군 아즈마촌을 편입, 합병하였다.
- 1955년 4월 1일 - 아소군 아카미정을 편입, 합병하였다.
- 2005년 2월 28일 - 사노시(이전), 다누마정, 구즈정을 통합하여 새로운 사노시를 신설하였다.

## 교통

### 도로
- 도호쿠 자동차도
  - 사노후지오카 나들목 - 사노 휴게소
- 기타칸토 자동차도
  - 다누마 나들목
- 국도 제50호선
- 국도 제293호선

### 철도
- 동일본 여객철도 료모선
  - 사노역
- 도부 철도 사노선
  - 다지마역 - 사노시역 - 사노역 - 호리고메역 - 요시미즈역 - 다누마역 - 다다역 - 구즈역

## 인구
| 연도 | 인구    | ±%     |
| ---- | ------- | ------ |
| 1920 | 89,102  | —      |
| 1930 | 92,570  | +3.9%  |
| 1940 | 95,520  | +3.2%  |
| 1950 | 120,541 | +26.2% |
| 1960 | 118,046 | −2.1%  |
| 1970 | 118,083 | +0.0%  |
| 1980 | 124,331 | +5.3%  |
| 1990 | 128,276 | +3.2%  |
| 2000 | 125,671 | −2.0%  |
| 2010 | 121,259 | −3.5%  |

## 기후
| 사노시의 기후                                                | 사노시의 기후 | 사노시의 기후 | 사노시의 기후 | 사노시의 기후 | 사노시의 기후 | 사노시의 기후 | 사노시의 기후 | 사노시의 기후 | 사노시의 기후 | 사노시의 기후 | 사노시의 기후 | 사노시의 기후 | 사노시의 기후 |
| 월                                                           | 1월           | 2월           | 3월           | 4월           | 5월           | 6월           | 7월           | 8월           | 9월           | 10월          | 11월          | 12월          | 연간          |
| ------------------------------------------------------------ | ------------- | ------------- | ------------- | ------------- | ------------- | ------------- | ------------- | ------------- | ------------- | ------------- | ------------- | ------------- | ------------- |
| 역대 최고 기온 °C (°F)                                       | 20.0 (68.0)   | 23.1 (73.6)   | 26.6 (79.9)   | 31.2 (88.2)   | 35.7 (96.3)   | 39.8 (103.6)  | 39.9 (103.8)  | 39.8 (103.6)  | 37.1 (98.8)   | 34.3 (93.7)   | 25.1 (77.2)   | 25.2 (77.4)   | 39.9 (103.8)  |
| 일평균 최고 기온 °C (°F)                                     | 9.4 (48.9)    | 10.3 (50.5)   | 13.7 (56.7)   | 19.3 (66.7)   | 24.0 (75.2)   | 26.6 (79.9)   | 30.1 (86.2)   | 31.5 (88.7)   | 27.5 (81.5)   | 21.9 (71.4)   | 16.5 (61.7)   | 11.6 (52.9)   | 20.2 (68.4)   |
| 일일 평균 기온 °C (°F)                                       | 3.2 (37.8)    | 4.0 (39.2)    | 7.6 (45.7)    | 12.9 (55.2)   | 17.9 (64.2)   | 21.6 (70.9)   | 25.2 (77.4)   | 26.3 (79.3)   | 22.5 (72.5)   | 16.7 (62.1)   | 10.5 (50.9)   | 5.3 (41.5)    | 14.5 (58.1)   |
| 일평균 최저 기온 °C (°F)                                     | −2.5 (27.5)   | −1.8 (28.8)   | 1.6 (34.9)    | 6.8 (44.2)    | 12.3 (54.1)   | 17.4 (63.3)   | 21.4 (70.5)   | 22.3 (72.1)   | 18.6 (65.5)   | 12.3 (54.1)   | 5.2 (41.4)    | −0.2 (31.6)   | 9.5 (49.1)    |
| 역대 최저 기온 °C (°F)                                       | −10.2 (13.6)  | −10.2 (13.6)  | −6.6 (20.1)   | −4.1 (24.6)   | 1.0 (33.8)    | 7.9 (46.2)    | 14.2 (57.6)   | 12.8 (55.0)   | 7.5 (45.5)    | 1.1 (34.0)    | −3.1 (26.4)   | −7.0 (19.4)   | −10.2 (13.6)  |
| 평균 강수량 mm (인치)                                        | 35.1 (1.38)   | 33.4 (1.31)   | 69.4 (2.73)   | 90.5 (3.56)   | 114.8 (4.52)  | 145.2 (5.72)  | 185.0 (7.28)  | 162.2 (6.39)  | 176.5 (6.95)  | 160.6 (6.32)  | 57.8 (2.28)   | 31.0 (1.22)   | 1,258 (49.53) |
| 평균 강수일수 (≥ 1.0 mm)                                     | 3.7           | 4.7           | 8.5           | 9.4           | 10.7          | 13.3          | 13.9          | 11.3          | 11.8          | 10.0          | 6.3           | 3.9           | 107.2         |
| 평균 월간 일조시간                                           | 217.7         | 200.7         | 205.0         | 196.0         | 181.6         | 129.4         | 135.6         | 166.6         | 135.0         | 147.0         | 172.1         | 199.4         | 2,084         |
| 출처: 일본 기상청 (평년값: 1991년~2020년, 극값: 1978년~현재) |               |               |               |               |               |               |               |               |               |               |               |               |               |

## 자매 도시
- 미국 펜실베이니아주 랭커스터
- 중화인민공화국 저장성 취저우시